# Encarsia variegata
Encarsia variegata är en stekelart som beskrevs av Howard 1908. Encarsia variegata ingår i släktet Encarsia och familjen växtlussteklar. Inga underarter finns listade i Catalogue of Life.